# 한재권
한재권 또는 한원서(韓--, 1836년 ~ 1866년 12월 13일)는 조선의 천주교 박해 때에 순교한 한국 천주교의 103위 성인 중에 한 사람이다. 세례명은 요셉(Iosephus) 또는 베드로(Petrus)이다.

## 생애
한재권은 1836년에 충청도 진잠에서 천주교 태중 교우로 태어나서 열심이 신앙생활을 하였으며, 박해를 피해 전라도 전주의 대성동 교우촌(현재 완주군 소양면 신원리)로 이사하였다.
한재권은 대성동으로 이사하기 전에 교리 교사로 임명 받았지만, 대성동에서는 그 직책을 수행하지 않았다. 그곳에서 그는 일반 평신도로서 살았다. 그의 성품은 정직하고 온화하여 그 마을의 모든 사람들이 그를 사랑하고 존경했다. 그는 교인으로서의 의무를 충실히 수행했으며 순교자로서 죽기를 원했다.
1866년 병인박해가 발발하여 전라도 지방까지 퍼졌고, 12월 5일 한재권은 정문호, 손선지 등과 함께 대성동을 습격한 한 무리의 포졸들에게 체포되었다. 그는 당시 체포된 교우들과 함께 전주 감옥으로 압송되었다. 그곳에서 그는 관리들에게 고문을 받았을 뿐만 아니라, 자신의 가족들에게서는 배교하지 않을 바에야 자살하라는 위협까지 받았다. 그러나, 한재권은 용감히 그 모든 고난을 이겨내었다.
비신자인 그의 아버지가 관장에게 한재권을 풀어달라고 간청했고, 아들 한재권에게는 배교를 재촉하는 편지를 여러 번 보냈다. 한재권은 정중하지만 강하게 아버지의 권유를 거절하였다. 그의 아버지는 관리들에게 뇌물을 주면서까지 아들을 석방시키려 했다. 관리들은 한재권을 배교시키려 애썼지만, 그들의 모든 노력은 허사로 돌아갔다. 그 뒤로도 한재권의 아버지는 관리들에게 여러 차례 뇌물을 주었다. 한재권은 자신의 아버지에게 자신이 그의 외아들이 아님을 상기시켰고, 자신은 진정으로 하느님을 위하여 죽고 싶다고 말했다.
1866년 12월 13일 한재권은 31세의 나이로 전주 숲정이에서 참수되어, 순교자가 되겠다던 그의 바람을 이루었다. 어떤 문헌에서는 그를 한원서 요셉이라고 부르며, 또 어떤 문헌에서는 그를 한재권 요셉이라고 부른다.

## 시복 · 시성
한재권 요셉은 1968년 10월 6일에 성 베드로 대성당에서 교황 바오로 6세가 집전한 24위 시복식을 통해 복자 품에 올랐고, 1984년 5월 6일에 서울특별시 여의도에서 한국 천주교 창립 200주년을 기념하여 방한한 교황 요한 바오로 2세가 집전한 미사 중에 이뤄진 103위 시성식을 통해 성인 품에 올랐다.

## 참고 문헌
- 가톨릭 사전: 한원서
- Catholic Bishop's Conference Of Korea. 103 Martryr Saints: 한재권 요셉 Ioseph Han Chae-kwon 보관됨 2015-02-08 - 웨이백 머신

1. ↑  http://newsaints.faithweb.com/martyrs/Korea1.htm
2. ↑  “절두산 순교성지 성인유해실”. 2014년 10월 7일에 원본 문서에서 보존된 문서. 2015년 3월 8일에 확인함.
3. ↑  〈103위 성인 (百三位聖人)〉. 《한국 브리태니커 온라인》. 2014년 10월 19일에 원본 문서에서 보존된 문서. 2015년 3월 8일에 확인함.
4. ↑  염지은 (2014년 8월 1일). “[교황 방한] 1925년·1968년·2014년…로마에서 서울까지 3번의 시복식”. 뉴스1. 2015년 3월 8일에 확인함.